# Предраг Томановић
Предраг Пеђа Томановић (Бач, 17. јануар 1964 — Нови Сад, 1. фебруар 1993) био је српски глумац, првак драме Српског народног позоришта.

## Каријера
Рођен је у Бачу 1964. године. Томановић је играо свега 4 године за своје позориште и остварио 14 улога, али је оставио значајан траг и остварио култни статус. Предраг је прву улогу играо у представи Три чекића, а последњу у представи А прах је,све прах, изведеној 26. октобра 1993. године.
После изненадне и преране смрти овог глумца установљена је награда која носи име награда Предрага Пеђе Томановића. Ова награда се додељује сваке године 17. јануара, на дан рођења глумца. Награда се додељује за најбољу остварену улогу у претходној години, глумцу рођеном после 1964. године и најбољем дипломираном студенту глуме на Академији уметности у Новом Саду у претходној години, чији просек оцене не може бити нижи од 9. Родитељи преминулог глумца Милена и Милорад Томановић основали су Задужбину која носи његово име.

## Филмографија
| Год.  | Назив                 | Улога           |
| ----- | --------------------- | --------------- |
| 1986. | Херој улице (ТВ)      | Лука Јерман     |
| 1988. | Шта радиш вечерас     | Немања          |
| 1988. | Дечји бич (ТВ)        | Бранислав Гудељ |
| 1991. | Капетан дуге пловидбе | Гордан          |